# Les Schtroumpfs 2
Pour les articles homonymes, voir Schtroumpf (homonymie).
Série
Les Schtroumpfs
(2011)
Pour plus de détails, voir Fiche technique et Distribution.
Les Schtroumpfs 2 (The Smurfs 2) est un film d'animation américain sorti en 2013,. Librement adapté de l'univers des Schtroumpfs créé par le dessinateur belge Peyo, ce long métrage est la suite du film Les Schtroumpfs sorti en 2011.
Gargamel crée des lutins gris pour se venger de sa défaite à New York, il les appelle les « Canailles » et attire les Schtroumpfs dans un guet-apens : ces derniers reviennent dans le monde des humains et la Schtroumpfette rencontre ces « Canailles » à Paris qui vont la piéger. La Schtroumpfette n'est plus capable de les quitter et celles-ci vont la manipuler pour lui faire faire toutes sortes de bêtises dans Paris. Les Schtroumpfs se portent à son secours et en chemin, vont retrouver Patrick Winslow qu'ils n'ont pas vu depuis New York et vont combattre Gargamel pour ainsi délivrer la Schtroumpfette de ses sortilèges.

## Synopsis
En préparation de sa célébration d'anniversaire, les Schtroumpfs ont lu l'histoire de la Schtroumpfette, comment elle a été créée par Gargamel pour les détruire, jusqu’à ce que le Grand Schtroumpf puisse la sauver et la transforme en vrai Schtroumpf. Pendant ce temps, elle fait des cauchemars à l'idée de revenir à sa forme originale et de trahir ses compatriotes Schtroumpfs en revenant à Gargamel. Les Schtroumpfs préparent une fête surprise, mais alors que la Schtroumpfette essaye de savoir ce que ses collègues Schtroumpfs prévoient, aucun d'entre eux ne dit un mot. Elle pense que cela signifie que tout le monde a oublié son anniversaire.
À Paris, Gargamel et Azrael sont maintenant des célébrités grâce à la sorcellerie de Gargamel, mais il est à court d'essence de Schtroumpf qui lui donne ses pouvoirs magiques. Avec ses nouvelles créations, des créatures maléfiques ressemblant à des Schtroumpfs appelées les Canailles, appelées Vexy et Hackus, Gargamel crée un vortex vers le village des Schtroumpfs en utilisant la Tour Eiffel comme conduit afin qu'il puisse kidnapper le Schtroumpfette pour se venger des Schtroumpfs pour l'avoir vaincu. Cependant, Gargamel est trop grand pour passer par le portail, il envoie donc Vexy le traverser pour kidnapper Schtroumpfette.
Les Schtroumpfs sont témoins de l'enlèvement de la Schtroumpfette et informent le Grand Schtroumpf, qui utilise sa magie pour créer des cristaux qui permettent à plusieurs de ses Schtroumpfs de se rendre directement à la résidence de leurs alliés humains, Patrick et Grace Winslow, à New York afin de demander son aide pour sauver le Schtroumpfette. Grand Schtroumpf avait choisi comme volontaire : le Schtroumpfs à lunettes, le Schtroumpf téméraire et  le Schtroumpf costaud pour prendre les cristaux, mais à travers un accident, le Schtroumpf maladroit, le Schtroumpf grognon et le Schtroumpf coquet utilisent les cristaux à leurs place. Les Schtroumpfs arrivent dans l'appartement de Patrick et Grace juste après la célébration du quatrième anniversaire de leur fils Bleu où ils rencontrent le beau-père de Patrick, Victor Doyle, qui est un embarras constant pour Patrick. Les Schtroumpfs découvrent bientôt que Gargamel est à Paris et partent avec les Winslows et Victor pour le retrouver.
À leur arrivée à Paris, Patrick et Grace travaillent avec Victor pour distraire Gargamel lors de l'une de ses représentations, tandis que les Schtroumpfs se faufilent dans la loge de Gargamel pour chercher la Schtroumpfette, pour découvrir ce que Gargamel prévoit. Pendant ce temps, Victor s’est fait transformer en canard et Patrick se fait repérer par Gargamel. Tous deux retrouvent les Schtroumpfs et Patrick décide d’infiltrer l’hôtel de Gargamel mais ceci échoue lorsque Victor essaie de se montrer utile, Patrick lui reproche ensuite d’avoir tout saboté. Dans le même temps, Schtroumpfette s'échappe de sa prison, et Vexy et Hackus la poursuivent. Vexy l'encourage à devenir l'une d'entre elles, affirmant qu’elles sont sœurs. À son retour dans la suite d'hôtel de Gargamel avec les Canailles, Gargamel lui présente une minuscule baguette de dragon comme un acte de gentillesse feint. Mais la Schtroumpfette refuse toujours de donner la formule à Gargamel jusqu'à ce qu'elle voit que les Canailles meurent en raison d'un manque d'essence de Schtroumpf. Voulant à tout prix les sauver, Schtroumpfette écrit la formule et Gargamel l'utilise pour transformer les Canailles en vrais Schtroumpfs. Immédiatement après qu'ils soient devenus des Schtroumpfs, Gargamel les met dans des cages afin qu'il puisse mener à bien le reste de son plan.
Pendant ce temps, Patrick s’excuse à Victor et aide les Schtroumpfs à sauver la Schtroumpfette. Les Schtroumpfs sont bientôt capturés et mis dans leurs cages eux aussi, alimentant la grande baguette de dragon de Gargamel. Patrick et Victor arrivent juste à temps pour détruire la machine à essence bleue de Gargamel, provoquant une explosion d'essence de Schtroumpf qui détruit la formule écrite et libère les Schtroumpfs de leurs cages. Tout le monde est sorti du repaire de Gargamel à travers une bouche d'égout où Patrick et Victor se réunissent avec Grace et Bleu. Gargamel réapparaît hors de la bouche d'égout pour être propulsé par la baguette de la Schtroumpfette. Il tombe ensuite sur la cathédrale de Notre-Dame, où il donne accidentellement vie à une gargouille de pierre, qui le jette ensuite au sommet de la Tour Eiffel où des feux d'artifice sont ensuite lancés, le propulsant en l'air. Les Schtroumpfs font leurs adieux aux Winslows, puis rentrent chez eux avec Vexy et Hackus pour célébrer l'anniversaire de Schtroumpfette.
Par la suite, Gargamel et Azrael sont entraînés dans le portail, pour revenir dans leur monde à côté de la forêt des Schtroumpfs.

## Fiche technique
- Titre original : The Smurfs 2
- Titre français : Les Schtroumpfs 2
- Réalisation : Raja Gosnell
- Scénario : J. David Stem, David N. Weiss, Jay Scherick, David Ronn et Karey Kirkpatrick d'après les personnages créés par Peyo
- Décors : Bill Boes
- Costumes : Rita Ryack
- Photographie : Phil Meheux
- Montage : Sabrina Plisco
- Musique : Heitor Pereira, Jordan Kerner, Ben Haber et Paul Neesan
- Sociétés de production : Columbia Pictures, Kerner Entertainment Company et Sony Pictures Animation
- Sociétés de distribution : Sony Pictures Releasing France
- Budget : 105 millions de dollars[3]
- Pays d'origine :  États-Unis
- Langue originale : anglais
- Genre : Comédie, fantasy et aventure
- Durée : 105 minutes
- Dates de sortie[4] :
  - États-Unis, France, Canada et Belgique : 31 juillet 2013
- Dates de sortie DVD :
  - France : 9 décembre 2013

## Distribution
- Neil Patrick Harris (V. F. : Mathias Kozlowski ; V. Q. : François Godin) : Patrick Winslow
- Jayma Mays (V. F. : Julie Turin ; V. Q. : Catherine Bonneau) : Grace Winslow
- Hank Azaria (V. F. : Guillaume Lebon ; V. Q. : Carl Béchard) : Gargamel
- Brendan Gleeson (V. F. : Paul Borne ; V. Q. : Jacques Lavallée) : Victor Doyle
- Jacob Tremblay (V. F. & V. Q. : Zakary C Messier) : Blue Winslow, le fils de Patrick et Grace (Bleu en VF)
- Mylène Dinh-Robic : la manager de l’hôtel
- Sean Hutchinson : un serveur parisien

### Voix des personnages

#### Voix originales
- Anton Yelchin : le Schtroumpf maladroit
- Jonathan Winters : le Grand Schtroumpf
- Katy Perry : la Schtroumpfette
- John Oliver : le Schtroumpf coquet
- Alan Cumming : le Schtroumpf téméraire
- Fred Armisen : le Schtroumpf à lunettes
- George Lopez : le Schtroumpf grognon
- Lil' Wayne : Flack
- Christina Ricci : Vexy
- J. B. Smoove : Hackus
- Brandon T. Jackson : Blackout
- Tom Kane : le Schtroumpf narrateur
- Jeff Foxworthy : le Schtroumpf habile

#### Voix françaises
- Vincent de Bouard : le Schtroumpf maladroit
- Gérard Hernandez : le Grand Schtroumpf
- Marie-Eugénie Maréchal : la Schtroumpfette
- Fred Testot : le Schtroumpf coquet
- Marc Perez : le Schtroumpf téméraire
- Sébastien Desjours : le Schtroumpf à lunettes
- Serge Biavan : le Schtroumpf grognon
- Isabelle Carré : Vexy
- Jean-Baptiste Anoumon : Hackus
- Jean-Claude Donda : le Schtroumpf narrateur
- Emmanuel Garijo : Schtroumpf Organisateur de Fêtes et autres schtroumpfs

Source et légende : Version française (V. F.) sur AlloDoublage

#### Voix québécoises
- Gabriel Lessard : le Schtroumpf maladroit
- Vincent Davy : le Grand Schtroumpf
- Marie-Mai Bouchard : la Schtroumpfette
- Benoît Éthier : le Schtroumpf coquet
- Xavier Dolan : le Schtroumpf à lunettes
- Thiéry Dubé : le Schtroumpf grognon
- Philippe Martin : le Schtroumpf habile
- Geneviève Déry : Vexy
- Hugolin Chevrette : Hackus
- Frédéric Desager : le Schtroumpf narrateur

Source et légende : Version québécoise (V. Q.) sur Doublage Québec

## Production

### Tournage
Certaines scènes ont été tournées dans le studio 8 de la Cité du Cinéma de Luc Besson à Saint-Denis pendant trois semaines en juillet 2012. C’est le premier film à être tourné dans ces nouveaux studios. D'autres scènes ont également été tournées à Montréal.

## Bande originale
Les Schtroumpfs 2 est illustré d'une bande originale avec des artistes comme Austin Mahone, Becky G, Owl City, 
Nelly Furtado. Le premier single est Ooh La La, interprété par Britney Spears ; le deuxième single est Vacation, interprété par G.R.L..
Britney Spears Oohh La La vidéo officielle sur Youtube G.R.L. Vacation vidéo officielle sur Youtube
La version japonaise contient une chanson intitulée "Hitomi no Tobira" de Minami Takahashi de AKB48, l'actrice doublant la Schtroumpfette dans la version japonaise.

## Accueil

### Accueil critique
Le film reçoit des critiques très négatives de la part de la presse américaine. Sur l'agrégateur américain Rotten Tomatoes, le film récolte 14 % d'opinions favorables pour 94 critiques. Sur Metacritic, il obtient une note moyenne de 34⁄100 pour 30 critiques.
En France, le film reçoit des critiques allant du mitigé au négatif. Le site Allociné propose une note moyenne de 2⁄5 à partir de l'interprétation de critiques provenant de 4 titres de presse.
Pour Le Monde : « Tourné dans les lieux les plus en vue de la capitale française, le film aligne poncifs culturels et blagues graveleuses, tout en recourant au placement grossier de produits. ».

### Box-office
| Pays ou région | Box-office        | Date d'arrêt du box-office | Nombre de semaines |
| -------------- | ----------------- | -------------------------- | ------------------ |
| États-Unis     | 71 017 784 $,     | 17 novembre 2013           | 16                 |
| France         | 2 263 030 entrées | 19 novembre 2013           | 16                 |
| Monde          | 347 545 360 $     | 15 décembre 2013           | -                  |